# Buraimi
L'oasi de Buraimi o Buraymi (àrab: وَاحَة ٱلْبُرَيْمِي, wāḥat al-Buraymī) és un oasi entre Oman i els Emirats Àrabs Units, a la frontera sud-est de l'Emirat d'Abu Dhabi i nord-oest d'Oman. La principal ciutat de l'oasi (històricament) porta el mateix nom i pertany a Oman. Altres ciutats importants són Hamasa (a l'oest de Buraimi) i Al-Ain (Al-Ayn), la segona ciutat de l'emirat d'Abu Dhabi i una de les principals del país amb prop de 400.000 habitants.
L'oasi cobreix una superfície de 6 x 9 km i inclou també les viles de Sara, Hili, Al-Kattara, Al-Kimi (localment Al-Dzimi) i Al-Mutarad. Els cultius més antics són a Al-Djahili (localment Al-Yahili). El clan del Al Bu Falah, del que són els dirigents de l'emirat, té una gran explotació a Al-Muwaykil. Una conducció soterrani d'aigua (faladj) procedent de la serralada del Hàjar, assegurava antigament el subministrament pel rec, però avui dia l'aigua s'obté en bona part de dessaladores de l'aigua de mar. L'oasi està presidit pel Djabal Hafit que està situat a la plana al sud de l'oasi. Les seves comunicacions actual, amb una bona autopista que l'uneix a Abu Dhabi i Dubai i arriba fins a Suhar, són construccions dels darrers anys.
Al conjunt de l'oasi les principals tribus són els Al Bu Khurayban, els Al Bu Shamis i els Zawahir. Altres grups són presents a la zona: els Bani Kitab, els Bani Kab, Al Bu Hamir, Al Bu Falasa i Al Bu Falah.
En aquest indret s'ha trobat un jaciment amb restes de l'Edat del Bronze (2000-1300 aC), Ferro (1300-300 aC) i període pre-islàmic (300 aC-300 dC). Ha estat identificat com el lloc que els antic anomenaren Tu'am o Tuwam que hauria estat un centre de comerç de perles de l'interior. L'exèrcit del califa Al-Mutadid la van ocupar el 893 en la seva expedició a Bahrain, però en general no apareix a la història abans del segle xx.
El 1934 la Gran Bretanya i Aràbia Saudita van conversar sobre les fronteres a la zona sud d'Abu Dhabi, però Buraimi no fou tema de conversa. Sobtadament el 1952 un funcionari saudita es va establir a Hamasa i va proclamar la sobirania sobre Buraimi. El 1954 Aràbia Saudita i la Gran Bretanya van decidir sotmetre el litigi a un arbitratge que incloïa un territori de 70.000 km² al sud-oest de l'oasi. Així va quedar clar que els Nuaym, presents a Hamasa, Sara i Buraimi eren fidels tradicionalment al soldà de Mascat (encara que en aquell moment donaven suport a la reivindicació saudita), i els Zawahir, majoritaris en altres viles, ho eren tradicionalment al xeic d'Abu Dhabi.
Els saudites delegats davant el tribunal d'arbitratge foren acusats de corrupció i el delegat britànic va dimitir en protesta i l'arbitratge va quedar cancel·lat el setembre de 1955. L'octubre de 1955 tropes dels Trucial Oman Levies dirigides per oficials britànics van ocupar l'oasi que fou repartit segons lleialtats tradicionals, entre Masqat i Abu Dhabi. El soldà de Mascat va nomenar un wali a la vila de Buraimi i el xeic d'Abu Dhabi a un familiar (el primer fou un germà) a la vila d'Al-Ain. Els Nuaym partidaris dels saudites, que en la major part no van voler reconèixer Abu Dhabi ni Mascat, dirigits pel xeic Saqr ben Sultan Al-Nuaim, i altres xeics menors, es van exiliar a Dammam, capital de la província oriental de l'Aràbia Saudita.